# 1981-es Formula–1 olasz nagydíj
Az olasz nagydíj volt az 1981-es Formula–1 világbajnokság tizenharmadik futama.

## Futam
| Helyezés | #  | Versenyző          | Csapat/Motor    | Körök | Idő/Kiesés oka | Rajthely | Pontszám |
| -------- | -- | ------------------ | --------------- | ----- | -------------- | -------- | -------- |
| 1        | 15 | Alain Prost        | Renault         | 52    | 1:26:36,897    | 3        | 9        |
| 2        | 1  | Alan Jones         | Williams-Ford   | 52    | + 22,175       | 5        | 6        |
| 3        | 2  | Carlos Reutemann   | Williams-Ford   | 52    | + 50,587       | 2        | 4        |
| 4        | 11 | Elio de Angelis    | Lotus-Ford      | 52    | + 1:32,902     | 11       | 3        |
| 5        | 28 | Didier Pironi      | Ferrari         | 52    | + 1:34,522     | 8        | 2        |
| 6        | 5  | Nelson Piquet      | Brabham-Ford    | 51    | Motorhiba      | 6        | 1        |
| 7        | 8  | Andrea de Cesaris  | McLaren-Ford    | 51    | Defekt         | 16       |          |
| 8        | 23 | Bruno Giacomelli   | Alfa Romeo      | 50    | + 2 kör        | 10       |          |
| 9        | 32 | Jean-Pierre Jarier | Osella-Ford     | 50    | + 2 kör        | 18       |          |
| 10       | 35 | Brian Henton       | Toleman-Hart    | 49    | + 3 kör        | 23       |          |
| Kiesett  | 22 | Mario Andretti     | Alfa Romeo      | 40    | Motorhiba      | 13       |          |
| Kiesett  | 17 | Derek Daly         | March-Ford      | 36    | Váltó          | 19       |          |
| Kiesett  | 25 | Patrick Tambay     | Ligier-Matra    | 22    | Defekt         | 15       |          |
| Kiesett  | 12 | Nigel Mansell      | Lotus-Ford      | 21    | Felfüggesztés  | 12       |          |
| Kiesett  | 7  | John Watson        | McLaren-Ford    | 19    | Baleset        | 7        |          |
| Kiesett  | 29 | Riccardo Patrese   | Arrows-Ford     | 18    | Váltó          | 20       |          |
| Kiesett  | 4  | Michele Alboreto   | Tyrrell-Ford    | 17    | Baleset        | 22       |          |
| Kiesett  | 14 | Eliseo Salazar     | Ensign-Ford     | 13    | Kicsúszás      | 24       |          |
| Kiesett  | 16 | René Arnoux        | Renault         | 12    | Kicsúszás      | 1        |          |
| Kiesett  | 26 | Jacques Laffite    | Ligier-Matra    | 11    | Defekt         | 4        |          |
| Kiesett  | 3  | Eddie Cheever      | Tyrrell-Ford    | 11    | Kicsúszás      | 17       |          |
| Kiesett  | 9  | Slim Borgudd       | ATS-Ford        | 10    | Kicsúszás      | 21       |          |
| Kiesett  | 27 | Gilles Villeneuve  | Ferrari         | 5     | Motorhiba      | 9        |          |
| Kiesett  | 6  | Héctor Rebaque     | Brabham-Ford    | 1     | Elektronika    | 14       |          |
| NK       | 33 | Marc Surer         | Theodore-Ford   |       |                |          |          |
| NK       | 31 | Beppe Gabbiani     | Osella-Ford     |       |                |          |          |
| NK       | 36 | Derek Warwick      | Toleman-Hart    |       |                |          |          |
| NK       | 30 | Siegfried Stohr    | Arrows-Ford     |       |                |          |          |
| NK       | 20 | Keke Rosberg       | Fittipaldi-Ford |       |                |          |          |
| NK       | 21 | Chico Serra        | Fittipaldi-Ford |       |                |          |          |

## A világbajnokság élmezőnyének állása a verseny után
| H  | Versenyzők       | Pont | H  | Konstruktőrök | Pont |
| -- | ---------------- | ---- | -- | ------------- | ---- |
| 1. | Carlos Reutemann | 49   | 1. | Williams-Ford | 86   |
| 2. | Nelson Piquet    | 46   | 2. | Brabham-Ford  | 57   |
| 3. | Alan Jones       | 37   | 3. | Renault       | 48   |
| 4. | Alain Prost      | 37   | 4. | Ligier-Matra  | 34   |
| 5. | Jacques Laffite  | 34   | 5. | Ferrari       | 30   |
| 6. | John Watson      | 21   | 6. | McLaren-Ford  | 22   |

## Statisztikák
Vezető helyen:
- Alain Prost: 52 (1-52)

Alain Prost 3. győzelme, René Arnoux 9. pole-pozíciója, Carlos Reutemann 6. leggyorsabb köre.
- Renault 7. győzelme.